# Zygmunt Moczyński
Zygmunt Moczyński (ur. 23 lutego 1871 w Bydgoszczy, zm. 17 września 1940 w Palmirach) – pedagog muzyczny, kompozytor, dyrygent, przywódca pomorskiej organizacji konspiracyjnej Batalion Śmierci za Wolność w latach 1939–1940.

## Życiorys

### W zaborze pruskim
Urodził się 23 lutego 1871 roku w Bydgoszczy. Najmłodszy syn Marcina i Eleonory z Holsteinów. Jako dziecko grał na organach i śpiewał w chórze. Uczęszczał do Instytutu Muzycznego w Bydgoszczy, ale z powodu trudnej sytuacji finansowej nie ukończył nauki. Pierwsze kompozycje stworzył jako nastolatek. Kontynuował naukę w Rogoźnie (23 lutego 1893 roku zdał maturę) i Seminarium Nauczycielskim w Paradyżu (ob. Gościkowo), przygotowując się do pracy nauczyciela. Jako seminarzysta skomponował balladę „Król ślepiec”.
Po zdaniu egzaminu został nauczycielem w Koźminie Wielkopolskim. Tam kierował polskim ruchem muzycznym, zwalczanym przez władze pruskie. Był zwolennikiem Narodowej Demokracji. Otrzymał skierowanie do Instytutu Nauki Kościelnej w Berlinie. Tam uzyskał dyplom dyrygenta, organisty oraz nauczyciela muzyki i śpiewu.
Po odbyciu studiów w Berlinie otrzymał skierowanie do Seminarium Nauczycielskiego w Grudziądzu. Regencja w Kwidzynie zablokowała jednak skierowanie twierdząc, że ojciec i dziadek Maczyńskiego byli powstańcami, zaś jego żona Maria Goebel nie znała dobrze języka niemieckiego. Ostatecznie Moczyński podjął się pracy w Szczecinie.

### W II Rzeczypospolitej
Po I wojnie światowej przyjechał do Polski. W latach 1919–1922 roku pracował w Państwowym Seminarium Nauczycielskim w Rogoźnie. Wówczas skomponował m.in: „Pieśń żołnierską”, „Koncert Jankiela”. W 1922 roku przeprowadził się do Torunia. Tam został wicedyrektorem Konserwatorium Muzycznego. W latach 1928–1939 był dyrektorem chóru „Dzwon”. Pracował w Polskim Radiu Pomorza i Kujaw, był dyrygentem chóru „Cecylia”, organistą w kościele Wniebowzięcia Najświętszej Marii Panny, współpracował z Konfraternią Artystów w Toruniu.
W Toruniu skomponował m.in.: „Hymn Pomorza”, „Straż nad Wisłą” „Bolesława Chrobrego”, „Pochód śpiewaków”, „Szarżę”, „Z twoich kości hetmanie” (na cześć Tadeusza Kościuszki), „Redutę Ordona”, „Kołowrotek”, „Krótkie kwartety smyczkowe”, „Trio kameralne”, „Poemat symfoniczny”, „Marsz żałobny”, „W dalekim porcie”, „Dzwon okrętowy” oraz opracowania ludowe pieśni kujawskich i kaszubskich. W 1928 roku otrzymał Złoty Krzyż „Pro Ecclesia et Pontifice”. W 1934 roku został wicedyrektorem i profesorem Konserwatorium Muzycznego w Toruniu. W 1938 roku otrzymał Złoty Krzyż Zasługi. 12 grudnia 1938 roku w Dworze Artusa świętował 50-lecie pracy kompozytorskiej.

### II wojna światowa
Po ataku Niemiec na Polskę, we wrześniu 1939 roku przystąpił do Komendy Obrońców Polski oraz został liderem młodzieżowej organizacji Batalion Śmierci za Wolność. Prawdopodobnie za pośrednictwem Komendy utrzymywał kontakt z ruchem oporu w Warszawie. Jako lider Batalionu przestrzegał jej członków przed niepotrzebną brawurą.

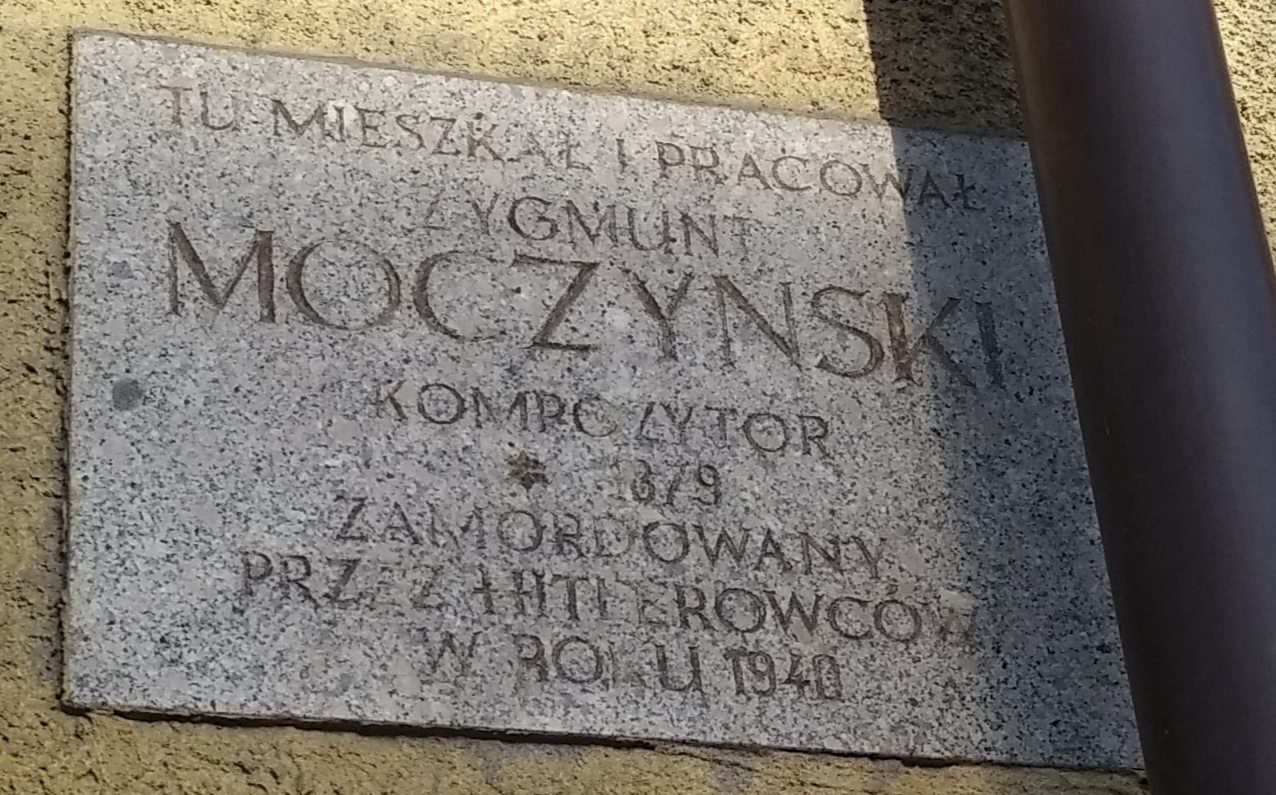
Tablica pamiątkowa upamiętniająca Zygmunta Moczyńskiego, na budynku przy ulicy Konopnickiej 15 w Toruniu

Po rozbiciu Batalionu przez gestapo 6 marca 1940 roku został aresztowany i osadzony w Forcie VIII. Początkowo był poszukiwany przez gestapo jako działacz gdańskiej Polonii i wielokrotny poseł do sejmu w Wolnym Mieście Gdańsk o tym samym imieniu i nazwisku. Więziony w celi numer 17. Prawdopodobnie dzielił ją z Józefem Falkowskim, bliskim współpracownikiem z Batalionu. Przesłuchiwany w siedzibie gestapo przy ul. Bydgoskiej, gdzie pytano go o kontakty z warszawską centralą podziemną. Według zachowanych relacji podczas tortur nie załamał się. Okoliczności śmierci nie są w pełni znane. Po przesłuchaniu i torturach został przekazany do dalszego śledztwa w Bydgoszczy, stamtąd prawdopodobnie 9 września przewieziony do Warszawy. Ostatnie tygodnie życia spędził na Pawiaku. Został rozstrzelany 17 września 1940 roku w Palmirach, wraz z kilkudziesięcioma innymi członkami Batalionu. Błędnie podaje się, że został zakatowany przez gestapo 17 kwietnia 1940 roku. Prawdopodobnie został pochowany na cmentarzu w Palmirach. Szczątku Moczyńskiego nie zostały zidentyfikowane podczas ekshumacji ciał ofiar przeprowadzonych przez Polski Czerwony Krzyż i Komisję Badań Zbrodni Niemieckich w Polsce.
Jego pierwszą żoną była Maria Goebel. Małżeństwo zawarli 11 lutego 1896 roku. Mieli troje dzieci. Jego drugą żoną była Maria Moczyńska, z domu Ratajczak. Oboje mieszkali przy ul. Konopnickiej 15.
Po II wojnie światowej imieniem i nazwiskiem Moczyńskiego mianowano ulice w Toruniu (na Chełmińskim Przedmieściu), Bydgoszczy (w Śródmieściu) oraz w Szczecinie. W 1946 roku toruński chór „Dzwon” przyjął nazwę „Chór Rzemieślniczy Dzwon im. Zygmunta Moczyńskiego”. 17 czerwca 1962 roku przy ul. Konopnickiej 15 odsłonięto tablicę pamiątkową na jego cześć. Tablicę wykonano z inicjatywy Polskiego Związku Chórów i Orkiestr.

## Ordery i odznaczenia
- Złoty Krzyż Zasługi (11 listopada 1936)[24]
- Krzyż „Pro Ecclesia et Pontifice” (1928)